# Venceslas II (roi de Bohême)
Pour les articles homonymes, voir Venceslas II de Bohême.
Venceslas II (en tchèque Václav II., en polonais Wacław II Czeski ( audio), en allemand Wenzel II.), né le 27 septembre 1271 et décédé le 21 juin 1305 à Prague, est un prince de la dynastie des Přemyslides, le fils du roi Ottokar II de Bohême et de Cunégonde de Slavonie. L'avant-dernier souverain de la dynastie, il est roi de Bohême de 1278 et roi de Pologne de 1300 à sa mort.
Contrairement à son père, ce n'est pas un conquérant, mais un diplomate. Petit, il vit hors du pays sous le contrôle strict de son tuteur Othon V de Brandebourg ; en tant que monarque, il acquiert ainsi le trône de Pologne et également la couronne de Hongrie pour son jeune fils Venceslas III. Aux yeux de la plupart de ses contemporains, notamment Dante Alighieri, il semble être un souverain faible qui doit son succès surtout à sa richesse matérielle ; néanmoins, durant son règne, l'Europe centrale est dans une période de tranquillité et de stabilité.

## Jeunesse
Né au château de Prague, Venceslas est l'héritier tant attendu du roi Ottokar II Přemysl. Au moment de sa naissance, son père a pris les commandes du pouvoir en Bohême aussi bien qu'en Autriche, Styrie, Carinthie et Carniole. Ottokar avait demandé le divorce de sa première femme, Marguerite de Babenberg, pour épouser la princesse Cunégonde de Slavonie ; elle a accouché deux filles, Cunégonde et Agnès, sœurs aînées de Venceslas.
Le règne d'Ottokar II se brisa dans le conflit avec Rodolphe de Habsbourg, élu roi des Romains en 1273. Il s'est ensuivi la mise au ban de l'Empire et finalement des hostilités armées, culminant à la bataille de Marchfeld, le 26 août 1278, où Ottokar est tué.
Venceslas n’a pas encore sept ans lorsque son père décède sur le champ de bataille. Le margrave Othon IV de Brandebourg, neveu d'Ottokar, assure la régence - aux dépens de Henri IV le Juste, duc de Silésie, qui espérait devenir le protecteur du jeune prince.
Les troupes d'Othon marchèrent en Bohême et pillaient le pays. La reine douairière se tourna vers Rodolphe de Habsbourg et implora son assistance, toutefois sans succès. L'année suivante, Venceslas et sa mère sont emprisonnés au château de Bezděz ; peu tard, le jeune prince est amené à la forteresse des Ascaniens à Spandau dans la marche de Brandebourg.
Selon les chroniques de Pierre de Zittau, abbé du monastère de Zbraslav (Königsaal), Venceslas est détenu dans la misère comme prisonnier, mais les allégations semblent erronées. Lorsque le prince est libéré en 1283, il est éduqué et maîtrise de façon fluide l'allemand et le latin. Son royaume, toutefois, menace de se transformer en chaos. Retourné à Prague le 24 mai 1283, ayant à peine douze ans, il commence à régner sur la Bohême avec l'aide de l'ensemble de la noblesse locale.
Avec Venceslas, sa mère Cunégonde revient quelque temps plus tard, accompagnée par le burgrave Záviš de Falkenstein, un ancien adversaire du roi Ottokar II. Ce noble voit son influence s'accroître après avoir épousé la reine douairière ; un mariage morganatique qui fait scandale à la cour. Le 24 janvier 1285, Venceslas lui-même épouse Judith de Habsbourg, la fille du roi Rodolphe. Lors de la cérémonie à Egra, il prononce le serment de fidélité au roi des Romains. Néanmoins, la jeune reine n'arrive à Prague qu'en 1287. L'année suivante, Venceslas prend seul les rênes du pouvoir.

## Roi de Bohême

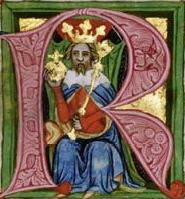
Venceslas II, miniature dans la chronique de Peter de Zittau (XIVe siècle).

L'une des premières actions qui lui incombe est de renverser son tuteur et conseiller, Záviš de Falkenstein qui est fait prisonnier et exécuté au château de Hluboká le 24 août 1290. Plus tard, Venceslas fonde l'abbaye cistercienne de Zbraslav comme expiation du meurtre de son beau-père.
Il renonce à regagner les pays alpins de son père et s'attache à étendre son influence sur les terres au nord : le margraviat de Misnie et la Silésie. En tant que prince-électeur, il joue un rôle essentiel dans les politiques du Saint-Empire romain. À la cour Bohême, il appelle les ecclésiastiques Arnold von Solms et Pierre d'Aspelt à son service. En 1289, le duc silésien Casimir de Bytom devient un vassal de Venceslas – le début de la domination des rois de Bohême sur les duchés de Silésie.
Après la mort d’Henri IV le Juste le 23 juin 1290, c’est Przemysl II qui hérite du trône de Cracovie. La bourgeoisie germanique de Cracovie et le clergé ont soutenu, sans succès, la candidature de Venceslas. Celui-ci, en matière de sécurité, de prestige et d’espoir de développement économique, offre de meilleures perspectives que Przemysl II ou Ladislas Ier le Bref, mais avec le danger que toute la Pologne soit intégrée au Saint-Empire.

## Duc de Cracovie
En 1291, les ducs de Cieszyn et d'Opole deviennent des vassaux de la Bohême. La même année, menacé par Ladislas Ier le Bref et impopulaire à Cracovie, Przemysl II est contraint de signer un accord avec Venceslas II. Il lui abandonne la Petite-Pologne ainsi que le duché de Sandomierz dont Ladislas le Bref s’est emparé. Pour s’assurer du soutien de la Petite-Pologne, Venceslas exempte de nouveaux impôts le clergé, la bourgeoisie et la haute noblesse. Ceux-ci conservent également tous leurs anciens privilèges.
En 1292, Venceslas fonde la ville de Nowy Sącz pour renforcer sa position en Petite-Pologne. Il s’empare des duchés de Sandomierz et de Sieradz, occupés par son principal adversaire, Ladislas Ier le Bref, qui se retranche dans son duché de Cujavie. Le 6 juin 1293, à Kalisz, à l’initiative de l’archevêque de Gniezno, Jakub Świnka, Przemysl II, Ladislas le Bref et son frère Casimir II de Łęczyca s’allient contre Venceslas.
En 1298, Ladislas Ier le Bref, qui est devenu duc de Grande-Pologne, mais dont le prestige s’est érodé, reconnaît Venceslas comme suzerain. Les puissants de Grande-Pologne acceptent que Venceslas II devienne roi de Pologne, à la condition qu’il épouse Élizabeth Ryksa, la fille de Przemysl II, dès qu’elle aura atteint l’âge de quinze ans (Judith de Habsbourg est décédée en 1297). Il se fiance donc avec Élisabeth qui s'installe à Prague. En 1300, Venceslas chasse du pays Ladislas Ier le Bref et s’empare de la Grande-Pologne ainsi que de la Poméranie de Gdańsk.

## Roi de Pologne

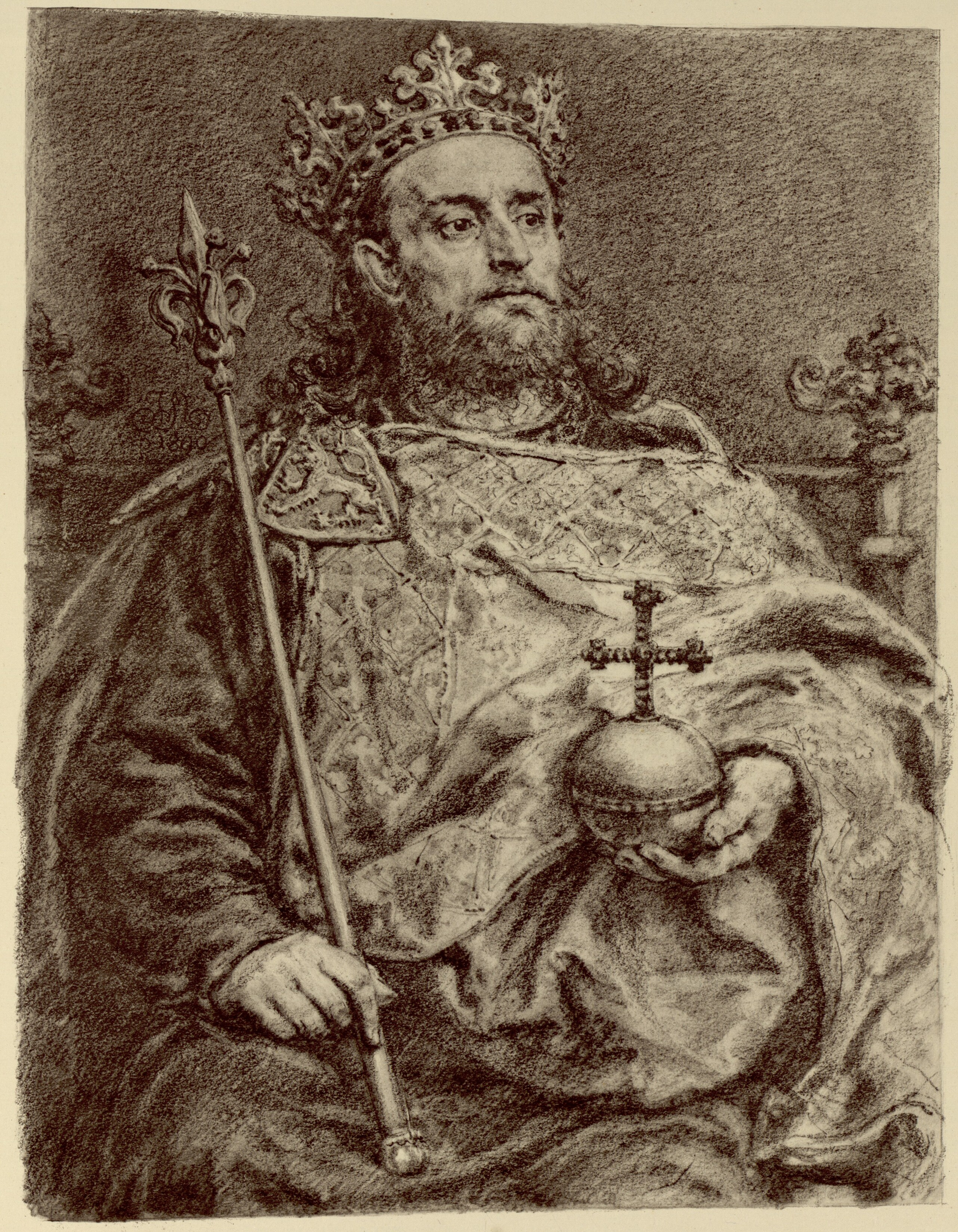
Venceslaus II - par Jan Matejko.

Ayant réunifié une grande partie des territoires polonais à l’exception de la Mazovie, Venceslas II est couronné roi de Pologne (sous le nom de Venceslas Ier de Pologne), à Gniezno le 25 juillet 1300, par l’archevêque Jakub Świnka.
En 1301, il offre à son fils Venceslas III, âgé de 11 ans, la couronne de Hongrie. Il renforce aussi son influence en Silésie en devenant le protecteur des jeunes ducs de Legnica et de Wrocław. Cette montée en puissance de Venceslas II est mal acceptée par les Hongrois, par le pape et par Albert de Habsbourg, ce qui provoque une foire d’empoigne pendant quelques années. Ainsi, en 1302, le pape Boniface VIII interdit à Venceslas II de porter le titre de roi de Pologne. En 1303, le duc Henri III de Głogów, dernier sérieux opposant à Venceslas en Pologne, reconnaît la suzeraineté de ce dernier.

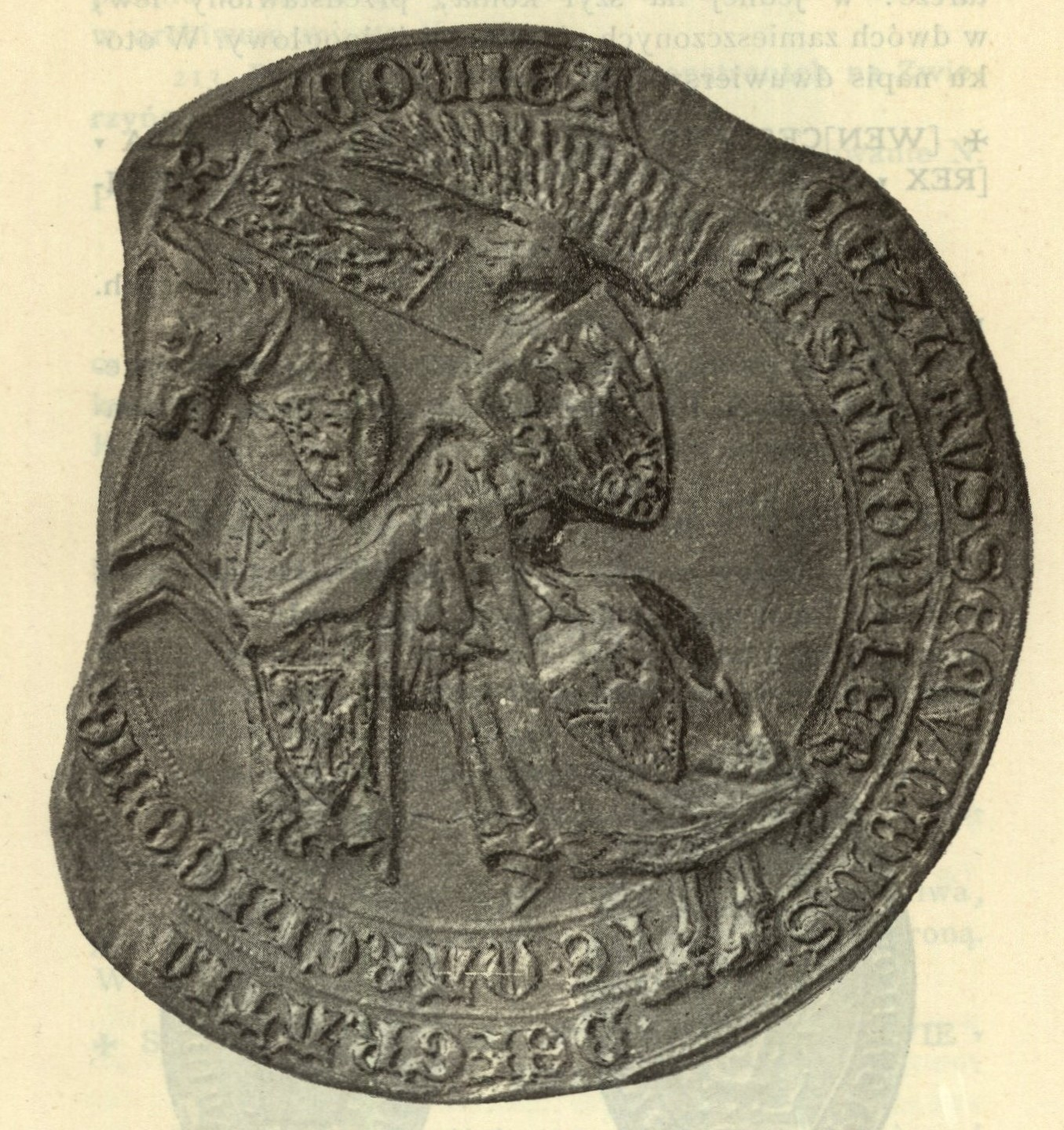
Sceau de Venceslas II.

Le 26 mai 1303, à la cathédrale de Prague, Élizabeth Ryksa épouse Venceslas II et est couronnée reine consort de Bohême et de Pologne.
Venceslas II annexe Eger et Meissen et, le 1er juillet 1304, l'empereur Albert Ier attaque la Bohême. Le roi affaibli par la maladie qui allait l'emporter doit renoncer à ses annexions.

## Politique intérieure
En Pologne, il s’appuie sur les starostes pour gouverner, mène une politique de développement des villes et essaie de placer ses partisans aux fonctions les plus élevées de l’Église. En Bohême, il promulgue un code royal (Jus regale montanorum) qui détermine les bases de l'extraction minière et réalise une réforme monétaire.

## Décès
Venceslas II envisage d’envahir l’Autriche lorsqu’il décède des suites d’une tuberculose le 21 juin 1305. Dante Alighieri dans le Purgatorio de sa Divine Comédie laisse quelques vers peu flatteurs sur la « mollesse et la luxure du roi de Bohême » qui influencèrent le jugement de ses contemporains à son égard.

## Mariages et descendance
En 1285 à Eger (Cheb), Venceslas épouse Judith de Habsbourg (1271–1297), fille de Rodolphe Ier du Saint-Empire et de Gertrude de Hohenberg. Ils ont 10 enfants :
- Přemysl Ottokar (6 mai 1288 - 19 novembre 1288) ;
- Venceslas III (6 octobre 1289 - 4 août 1306); roi de Bohême, roi de Hongrie et roi de Pologne ;
- Agnès (6 octobre 1289 - après 6 août 1296), sœur jumelle de Venceslas, mariée en 1296 à Rupert, fils d’Adolphe de Nassau ;
- Anne (10 octobre 1290 – 3 septembre 1313), mariée en 1306 à Henri de Goritz, duc de Carinthie et qui devient roi de Bohême en 1307 ;
- Élisabeth (20 janvier 1292 - 28 septembre 1330), mariée en 1310 à Jean de Luxembourg, qui sera également roi de Bohême en 1310 ;
- Guta (3 mars 1293 - 3 août 1294) ;
- Jean (26 février 1294 - 1er mars 1295) ;
- Jean (21 février 1295 - 6 décembre 1296) ;
- Marguerite (21 février 1296 - 8 avril 1322), mariée en 1308 à Boleslas III le Prodigue, duc de Legnica et de Wrocław ;
- Guta (†21 mai 1297).

En 1300, Venceslas épouse en secondes noces Élizabeth Ryksa (1286–1335), fille de Przemysł II. Ils ont une enfant :
- Agnès (en) (15 juin 1305 - avant le 4 janvier 1337), mariée à Henri de Jawor, duc de Jawor.

## Sources
- Francis Dvornik, Les Slaves histoire, civilisation de l'Antiquité aux débuts de l'Époque contemporaine, Paris, éditions du Seuil, 1970, 1196 p., p. 330-335,338-339,348,361,803.
- Jörg K. Hoensch et Françoise Laroche (traduction), Histoire de la Bohême, Paris, Éditions Payot, 1995 (ISBN 2228889229), p. 84,87,91-93,96-98,100-108,126.
- Pavel Bělina, Petr Čornej et Jiří Pokorný, Histoire des Pays tchèques, Paris, Éditions du Seuil, coll. « Points Histoire U 191 », 1995, 510 p. (ISBN 2020208105).
- (en) Nora Berend, Przemyslaw Urbanczyk et Przemislaw Wiszewski, Central Europa in the High Middle Ages. Bohemia -Hungary and Poland c.900-c.1300, Cambridge, Cambridge University Press, 2013, 546 p. (ISBN 978-0-521-78695-9), p. 411,415-417,420,434,440,451,462,480.